# Morgan (Texas)
Morgan é uma cidade localizada no estado norte-americano do Texas, no Condado de Bosque.

## Demografia
Segundo o censo norte-americano de 2000, a sua população era de 485 habitantes.
Em 2006, foi estimada uma população de 519, um aumento de 34 (7.0%).

## Geografia
De acordo com o United States Census Bureau tem uma área de
1,9 km², dos quais 1,9 km² cobertos por terra e 0,0 km² cobertos por água. Morgan localiza-se a aproximadamente 176 m acima do nível do mar.

## Localidades na vizinhança
O diagrama seguinte representa as localidades num raio de 28 km ao redor de Morgan.